# Durham Concerto
Durham Concerto (с англ. — «Даремский концерт») — классический концерт, сочинённый Джоном Лордом и впервые исполненный 20 октября 2007 года в Даремском соборе (в ходе празднования 175-летнего юбилея Даремского университета). Был выпущен на диске в январе 2008 года.

## Список композиций
- Part I. Morning

The Cathedral at Dawn — скрипка, виолончель, орган «Hammond»
Durham Awakes — скрипка, виолончель, орган «Hammond», нортумбрийские дудки
- Part II. Afternoon

The Road from Lindisfarne — скрипка, виолончель, нортумбрийские дудки
From Prebends Bridge — виолончель
- Part III. Evening

Rags & Galas — скрипка, виолончель, орган «Hammond»
Durham Nocturne — скрипка, виолончель, орган «Hammond», нортумбрийские дудки

## Участники записи
- Jon Lord (орган «Hammond»)
- Мэтью Барли (виолончель)
- Ruth Palmer (скрипка)
- Kathryn Tickell (нортумбрийские дудки)
- Royal Liverpool Philharmonic Orchestra / Mischa Damev (дирижёр)